# Puchar Polski w piłce siatkowej mężczyzn (2013/2014)
Puchar Polski w piłce siatkowej mężczyzn 2013/2014 - 57. sezon rozgrywek o siatkarski Puchar Polski odbywający się od 1932 roku.

## System rozgrywek
Rozgrywki składały się z siedmiu rund wstępnych, ćwierćfinałów i turnieju finałowego. Drużyny, które grają w II lidze i niższych ligach rozpoczynają od 1. rundy. Następnie w 3. rundzie do zwycięzców z 2. rundy dojdą drużyny z I ligi, następnie w 7. rundzie rozpoczną rozgrywki drużyny z PlusLigi, które po pierwszej części sezonu zajęły miejsca 7-12. A od ćwierćfinału występować będą drużyny z pierwszej szóstki pierwszej części sezonu zasadniczego. Gospodarzem w rundach wstępnych jest drużyna, która zajęła niższą pozycję w klasyfikacji końcowej lub z niższej ligi.

## Drużyny uczestniczące
| PlusLiga 12 drużyn | PlusLiga 12 drużyn          | PlusLiga 12 drużyn |
| ------------------ | --------------------------- | ------------------ |
| 1                  | Asseco Resovia Rzeszów      | półfinały          |
| 2                  | PGE Skra Bełchatów          | półfinały          |
| 3                  | ZAKSA Kędzierzyn-Koźle      | Zwycięzca          |
| 4                  | Jastrzębski Węgiel          | finał              |
| 5                  | Czarni Radom                | ćwierćfinały       |
| 6                  | Indykpol AZS Olsztyn        | ćwierćfinały       |
| 7                  | AZS Politechnika Warszawska | 6. runda           |
| 8                  | Effector Kielce             | ćwierćfinały       |
| 9                  | Lotos Trefl Gdańsk          | 6. runda           |
| 10                 | AZS Częstochowa             | ćwierćfinały       |
| 11                 | BBTS Bielsko-Biała          | 6. runda           |
| 12                 | Transfer Bydgoszcz          | 7. runda           |

| I liga 12 drużyn | I liga 12 drużyn     | I liga 12 drużyn |
| ---------------- | -------------------- | ---------------- |
| 3.               | Cuprum Mundo Lubin   | 5. runda         |
| 4.               | Pekpol Ostrołęka     | 4. runda         |
| 5.               | MKS Banimex Będzin   | 6. runda         |
| 6.               | KS Camper Wyszków    | 5. runda         |
| 7.               | Ślepsk Suwałki       | 3. runda         |
| 8.               | Kęczanin Kęty        | 3. runda         |
| 9.               | Stal AZS PWSZ Nysa   | 4. runda         |
| 10.              | KPS Jadar Siedlce    | 7. runda         |
| -                | Avia Świdnik         | 3. runda         |
| -                | TKS Tychy            | 3. runda         |
| -                | AGH 100RK AZS Kraków | 3. runda         |
| -                | Krispol Września     | 4. runda         |
| -                | KS Milicz            | wycofał się      |

| niższe ligi 11 drużyn                             | niższe ligi 11 drużyn |
| ------------------------------------------------- | --------------------- |
| TS Victoria PWSZ Wałbrzych (II liga)              | 3. runda              |
| Czarni Wirex Rząśnia (II liga)                    | 2. runda              |
| TSV Mansard Sanok (III liga)                      | 1. runda              |
| Gwardia Wrocław (II liga)                         | 3. runda              |
| Aluron Warta Zawiercie (II liga)                  | 2. runda              |
| SMS PZPS Spała I (II liga)                        | 1. runda              |
| SMS PZPS Spała II (II liga)                       | 4. runda              |
| Akademia Talentów Jastrzębski Węgiel II (II liga) | 1. runda              |
| LKS Caro Rzeczyca (II liga)                       | 2. runda              |
| Stoczniowiec Gdańsk (II liga)                     | 2. runda              |
| GTPS Gorzów Wielkopolski (II liga)                | 1. runda              |

## Rozgrywki

### 1. runda
| Data       | Drużyna 1                | Wynik | Drużyna 2              | Sety                              |
| ---------- | ------------------------ | ----- | ---------------------- | --------------------------------- |
| 25.09.2013 | Victoria Wałbrzych       | :     | wolny los              |                                   |
| 21.09.2013 | TSV Mansard Sanok        | 0:3   | Aluron Warta Zawiercie | 21:25, 20:25, 18:25               |
| 25.09.2013 | Krispol Września         | :     | wolny los              |                                   |
| 25.09.2013 | GTPS Gorzów Wielkopolski | 2:3   | Stoczniowiec Gdańsk    | 23:25, 25:23, 25:15, 23:25, 12:15 |
| 25.09.2013 | LKS Caro Rzeczyca        | :     | wolny los              |                                   |
| 25.09.2013 | Jastrzębski Węgiel II    | 0:3   | SMS PZPS Spała II      | 20:25, 18:25, 16:25               |
| 25.09.2013 | Gwardia Wrocław          | :     | wolny los              |                                   |
| 25.09.2013 | SMS PZPS Spała I         | 1:3   | Czarni Wirex Rząśnia   | 21:25, 24:26, 25:18, 20:25        |

### 2. runda
| Data       | Drużyna 1              | Wynik | Drużyna 2            | Sety                              |
| ---------- | ---------------------- | ----- | -------------------- | --------------------------------- |
| 02.10.2013 | Aluron Warta Zawiercie | 2:3   | Victoria Wałbrzych   | 25:22, 20:25, 25:20, 24:26, 7:15  |
| 02.10.2013 | Stoczniowiec Gdańsk    | 2:3   | Krispol Września     | 28:26, 29:27, 17:25, 15:25, 16:18 |
| 02.10.2013 | SMS PZPS Spała II      | 3:0   | LKS Caro Rzeczyca    | 25:15, 25:17, 25:9                |
| 02.10.2013 | Gwardia Wrocław        | 3:0   | Czarni Wirex Rząśnia | 27:25, 25:20, 25:23               |

### 3. runda
| Data       | Drużyna 1          | Wynik | Drużyna 2          | Sety                              |
| ---------- | ------------------ | ----- | ------------------ | --------------------------------- |
| 23.10.2013 | AGH 100RK Kraków   | 0:3   | MKS Cuprum Lubin   | 20:25, 23:25, 17:25               |
| 23.10.2013 | Victoria Wałbrzych | 1:3   | AZS PWSZ Stal Nysa | 25:22, 18:25, 21:25, 20:25        |
| 23.10.2013 | ASPS Avia Świdnik  | 1:3   | MKS Banimex Będzin | 20:25, 22:25, 25:18, 20:25        |
| 24.10.2013 | Krispol Września   | 3:0   | Ślepsk Suwałki     | 25:20, 25:19, 25:23               |
| 23.10.2013 | wolny los          | :     | KS Camper Wyszków  |                                   |
| 23.10.2013 | SMS PZPS Spała II  | 3:0   | UMKS Kęczanin Kęty | 26:24, 25:19, 25:17               |
| 24.10.2013 | Gwardia Wrocław    | 2:3   | KPS Siedlce        | 25:21, 25:20, 21:25, 17:25, 13:15 |
| 23.10.2013 | TKS Nascon Tychy   | 1:3   | Pekpol Ostrołęka   | 22:25, 26:24, 18:25, 21:25        |

### 4. runda
| Data       | Drużyna 1          | Wynik | Drużyna 2          | Sety                              |
| ---------- | ------------------ | ----- | ------------------ | --------------------------------- |
| 19.11.2013 | AZS PWSZ Stal Nysa | 2:3   | MKS Cuprum Lubin   | 25:16, 22:25, 25:14, 22:25, 18:20 |
| 20.11.2013 | Krispol Września   | 0:3   | MKS Banimex Będzin | 18:25, 21:25, 22:25               |
| 27.11.2013 | SMS PZPS Spała II  | 2:3   | KS Camper Wyszków  | 26:24, 23:25, 20:25, 25:20, 13:15 |
| 27.11.2013 | KPS Siedlce        | 3:2   | Pekpol Ostrołęka   | 17:25, 25:16, 22:25, 28:26, 15:13 |

### 5. runda
| Data       | Drużyna 1          | Wynik | Drużyna 2         | Sety                             |
| ---------- | ------------------ | ----- | ----------------- | -------------------------------- |
| 04.12.2013 | MKS Banimex Będzin | 3:1   | MKS Cuprum Lubin  | 25:14, 22:25, 25:22, 25:22       |
| 11.12.2013 | KPS Siedlce        | 3:2   | KS Camper Wyszków | 21:25, 25:19, 26:24, 15:25, 15:7 |

### 6. runda
| Data       | Drużyna 1          | Wynik | Drużyna 2                   | Sety                              |
| ---------- | ------------------ | ----- | --------------------------- | --------------------------------- |
| 15.01.2014 | MKS Banimex Będzin | 2:3   | AZS Częstochowa             | 25:16, 22:25, 22:25, 25:20, 10:15 |
| 15.01.2014 | BBTS Bielsko-Biała | 0:3   | Transfer Bydgoszcz          | 16:25, 21:25, 19:25               |
| 15.01.2014 | Lotos Trefl Gdańsk | 2:3   | Effector Kielce             | 23:25, 20:25, 29:27, 25:20, 12:15 |
| 15.01.2014 | KPS Siedlce        | 3:1   | AZS Politechnika Warszawska | 25:20, 25:21, 20:25, 25:14        |

### 7. runda
| Data       | Drużyna 1          | Wynik | Drużyna 2       | Sety                       |
| ---------- | ------------------ | ----- | --------------- | -------------------------- |
| 22.01.2014 | Transfer Bydgoszcz | 1:3   | AZS Częstochowa | 25:22, 23:25, 18:25, 21:25 |
| 22.01.2014 | KPS Siedlce        | 1:3   | Effector Kielce | 23:25, 25:19, 23:25, 18:25 |

### Ćwierćfinały
| Data       | Drużyna 1            | Wynik | Drużyna 2              | Sety                       |
| ---------- | -------------------- | ----- | ---------------------- | -------------------------- |
| 13.03.2014 | Asseco Resovia       | 3:0   | AZS Częstochowa        | 25:14, 25:21, 25:17        |
| 13.03.2014 | Czarni Radom         | 1:3   | Jastrzębski Węgiel     | 19:25, 17:25, 25:18, 18:25 |
| 13.03.2014 | Indykpol AZS Olsztyn | 0:3   | ZAKSA Kędzierzyn-Koźle | 12:25, 20:25, 22:25        |
| 13.03.2014 | PGE Skra Bełchatów   | 3:0   | Effector Kielce        | 25:21, 25:19, 25:14        |

### Półfinał
| Data       | Drużyna 1          | Wynik | Drużyna 2              | Sety                             |
| ---------- | ------------------ | ----- | ---------------------- | -------------------------------- |
| 15.03.2014 | Asseco Resovia     | 0:3   | Jastrzębski Węgiel     | 14:25, 23:25, 20:25              |
| 15.03.2014 | PGE Skra Bełchatów | 2:3   | ZAKSA Kędzierzyn-Koźle | 25:23, 21:25, 28:26, 23:25, 8:15 |

### Finał
| Data       | Drużyna 1              | Wynik | Drużyna 2          | Sety                       |
| ---------- | ---------------------- | ----- | ------------------ | -------------------------- |
| 16.03.2014 | ZAKSA Kędzierzyn-Koźle | 3:1   | Jastrzębski Węgiel | 25:23, 18:25, 25:18, 25:17 |